# Tào Dĩnh
Tào Dĩnh (tiếng Trung: 曹颖; sinh 14 tháng 5 năm 1974) là một nữ diễn viên người Trung Quốc. Với khán giả Việt Nam, cô là gương mặt quen thuộc trong các bộ phim truyền hình cổ trang hài hước của Trung Quốc.

## Danh sách phim
- Mặt trời lặn sau Tử Cấm Thành[1]
- Song phụng kỳ án[2]
- Cô nàng dễ thương[2]
- Văn Thành Công Chúa[1]
- Đại náo Ô Long Viện[2]
- Huyện thái gia chín tuổi (vai Từ Liên)[3]
- Nữ luật sư xinh đẹp[2]
- Thiết tướng quân (vai Hồng Trù)[4] (2005)
- Gặp Lại Một Thoáng Mộng Mơ[1]
- Vận mệnh đào hoa -2000

## Đời tư
Tháng 1 năm 2008, báo giới Trung Quốc đưa tin, nam diễn viên Vương Ban đã bí mật kết hôn với Tào Dĩnh sau 13 năm hẹn hò. Họ từng đóng chung trong Cô nàng dễ thương.